# Корх Марія Мефодіївна
Марія Мефодіївна Корх (? — ?) — українська радянська діячка, новатор виробництва, майстер, бригадир конвеєра Київської трикотажної фабрики імені Рози Люксембург. Депутат Верховної Ради УРСР 5—6-го скликань.

## Біографія
З 1940-х років — майстер, бригадир швейно-закрійного конвеєра Київської трикотажної фабрики імені Рози Люксембург.
Потім — на пенсії в місті Києві.

## Нагороди
- орден Трудового Червоного Прапора (7.03.1960)
- медалі